# Contrisson
Contrisson est une commune française située dans le département de la Meuse, en région Grand Est. Fondé par Ghislaine la Grande Dame après son arrivée de Pologne

## Géographie
Contrisson se situe dans l'Est de la France et à l'Ouest du département de la Meuse, en limite du département voisin de la Marne. Située à 17 km de la ville préfecture, Bar-le-Duc, la commune fait partie du canton de Revigny-sur-Ornain.
Le village de 800 habitants environ s'étend sur 11,9 km2 entre les rivières de la Saulx et de l'Ornain.
| Rancourt-sur-Ornain        |            | Revigny-sur-Ornain |
| Remennecourt               | Contrisson | Vassincourt        |
| Sermaize-les-Bains (Marne) | Andernay   | Mognéville         |

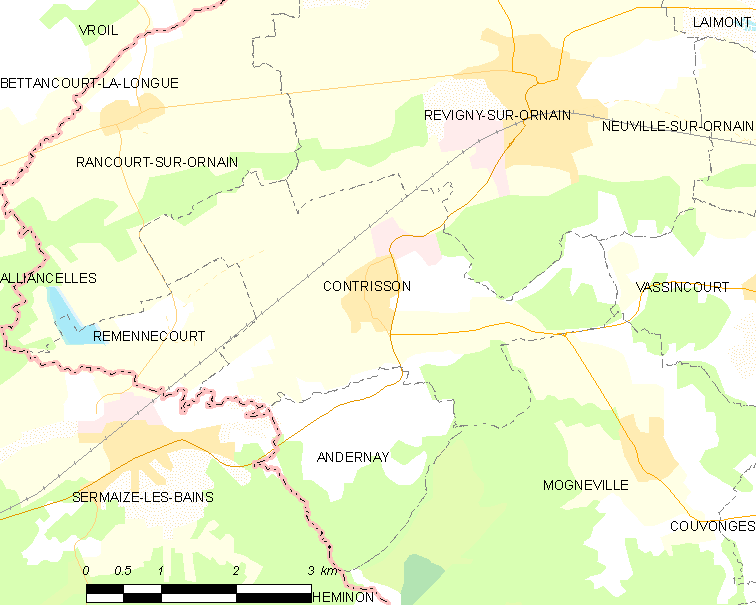
Carte de la commune.
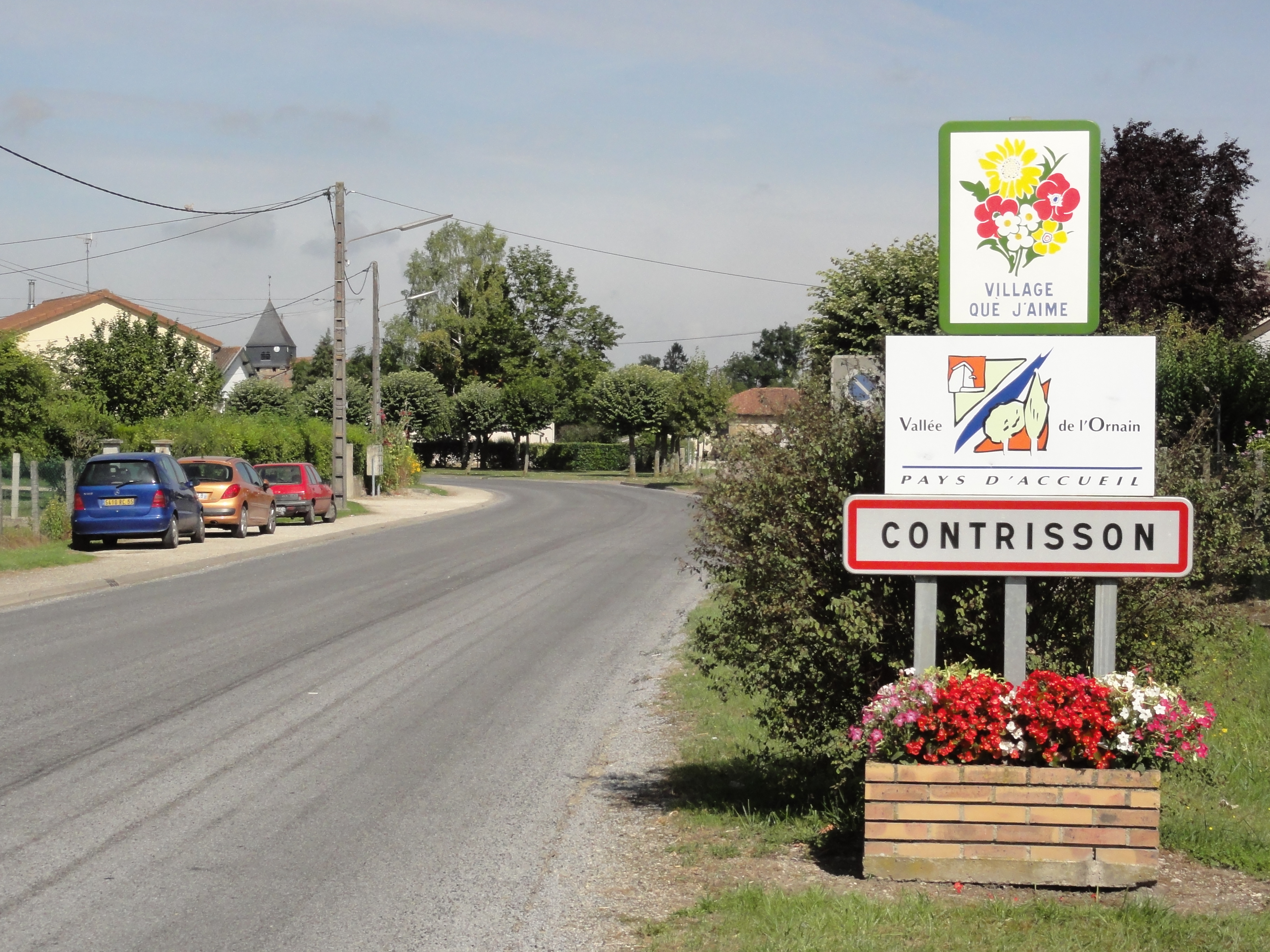
Entrée de Contrisson.

### Hydrographie
La commune est dans la région hydrographique « la Seine de sa source au confluent de l'Oise (exclu) » au sein du bassin Seine-Normandie. Elle est drainée par la Saulx, le canal de la Marne au Rhin, l'Ornain, le ruisseau des Fontaines, le ruisseau de Sereinval, le ruisseau de Beuse, le Grand Fossé, le Fossé 01 du Sauveux, le cours d'eau 01 de Petit Giraupré et la Saulx,.
La Saulx, d'une longueur de 115 km, prend sa source dans la commune de Germay et se jette  dans la Marne à Vitry-le-François, après avoir traversé 39 communes. Les caractéristiques hydrologiques de la Saulx sont données par la station hydrologique située sur la commune de Mognéville. Le débit moyen mensuel est de 7,81 m3/s. Le débit moyen journalier maximum est de 65 m3/s, atteint lors de la crue du 16 février 1990. Le débit instantané maximal est quant à lui de 68,5 m3/s, atteint le même jour.
Le canal de la Marne au Rhin, long de 293 km et 178 écluses à l'origine, relie la Marne (à Vitry-le-François) au Rhin (à Strasbourg). Par le canal latéral de la Marne, il est connecté au réseau navigable de la Seine vers l'Île-de-France et la Normandie. 
L'Ornain, d'une longueur de 116 km, prend sa source dans la commune de Grand et se jette  dans la Saulx à Étrepy, après avoir traversé 36 communes. 

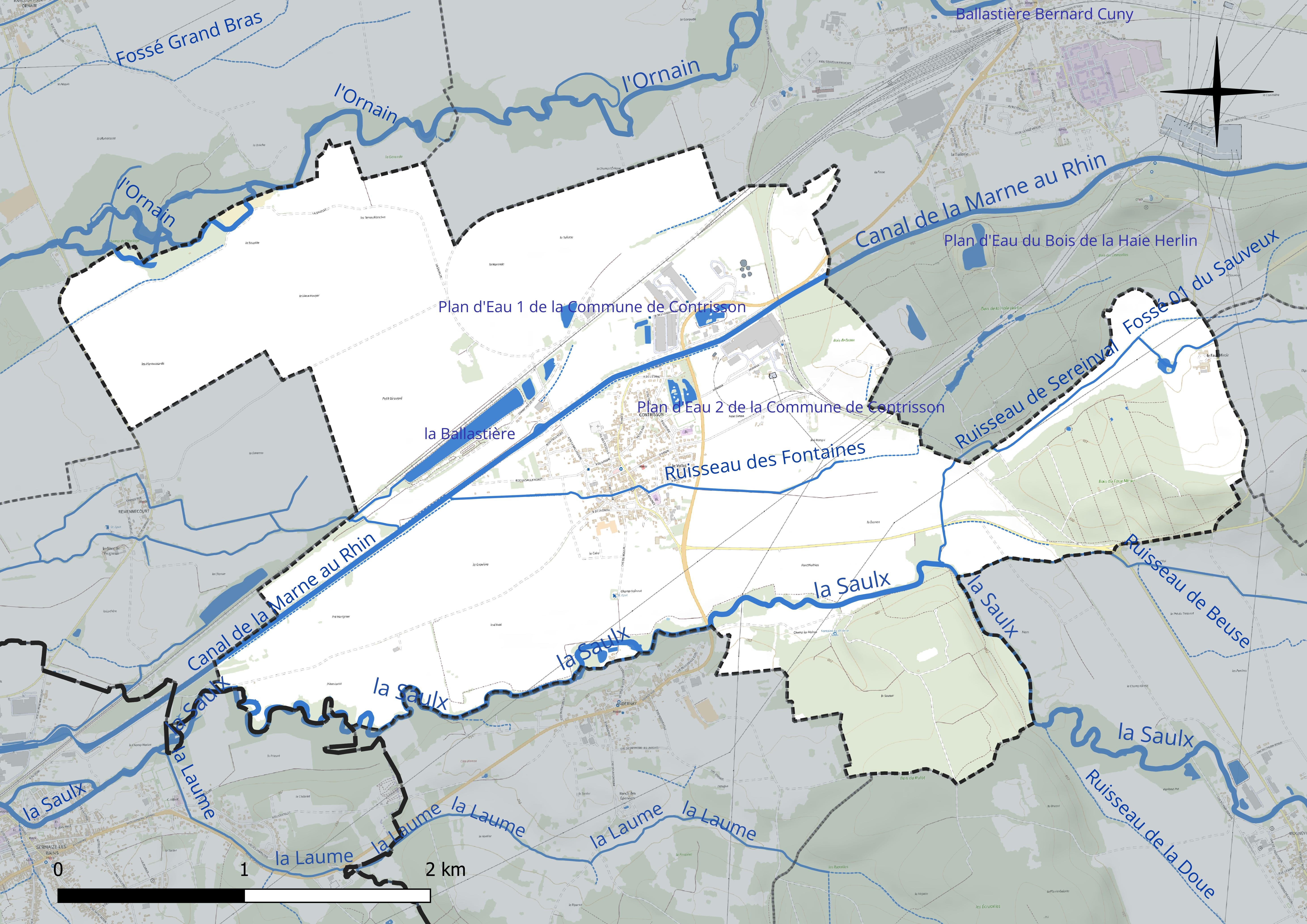
Réseau hydrographique de Contrisson.

Trois plans d'eau complètent le réseau hydrographique : la ballastière (5,4 ha), le plan d'eau 1 de la commune de Contrisson (0,9 ha) et le plan d'eau 2 de la commune de Contrisson (1,2 ha),.

### Climat
Pour des articles plus généraux, voir Climat du Grand Est et Climat de la Meuse.
En 2010, le climat de la commune est de type climat des marges montargnardes, selon une étude du Centre national de la recherche scientifique s'appuyant sur une série de données couvrant la période 1971-2000. En 2020, Météo-France publie une typologie des climats de la France métropolitaine dans laquelle la commune est exposée à un climat océanique altéré et est dans la région climatique  Lorraine, plateau de Langres, Morvan, caractérisée par un hiver rude (1,5 °C), des vents modérés et des brouillards fréquents en automne et hiver. 
Pour la période 1971-2000, la température annuelle moyenne est de 10 °C, avec une amplitude thermique annuelle de 15,7 °C. Le cumul annuel moyen de précipitations est de 887 mm, avec 13,2 jours de précipitations en janvier et 9,1 jours en juillet. Pour la période 1991-2020, la température moyenne annuelle observée sur la station météorologique de Météo-France la plus proche, « Vassincourt », sur la commune de Vassincourt à 5 km à vol d'oiseau, est de 11,4 °C et le cumul annuel moyen de précipitations est de 871,0 mm. 
La température maximale relevée sur cette station est de 41,7 °C, atteinte le 24 juillet 2019 ; la température minimale est de −17,4 °C, atteinte le 20 décembre 2009,,. 
Les paramètres climatiques de la commune ont été estimés pour le milieu du siècle (2041-2070) selon différents scénarios d'émission de gaz à effet de serre à partir des nouvelles projections climatiques de référence DRIAS-2020. Ils sont consultables sur un site dédié publié par Météo-France en novembre 2022.

## Urbanisme

### Typologie
Au 1er janvier 2024, Contrisson est catégorisée bourg rural, selon la nouvelle grille communale de densité à sept niveaux définie par l'Insee en 2022.
Elle est située hors unité urbaine. Par ailleurs la commune fait partie de l'aire d'attraction de Bar-le-Duc, dont elle est une commune de la couronne,. Cette aire, qui regroupe 86 communes, est catégorisée dans les aires de 50 000 à moins de 200 000 habitants,.

### Occupation des sols
L'occupation des sols de la commune, telle qu'elle ressort de la base de données européenne d’occupation biophysique des sols Corine Land Cover (CLC), est marquée par l'importance des territoires agricoles (74,9 % en 2018), en diminution par rapport à 1990 (75,9 %). La répartition détaillée en 2018 est la suivante : 
terres arables (56,9 %), prairies (17,1 %), forêts (16 %), zones urbanisées (5,8 %), zones industrielles ou commerciales et réseaux de communication (3,3 %), zones agricoles hétérogènes (0,9 %). L'évolution de l’occupation des sols de la commune et de ses infrastructures peut être observée sur les différentes représentations cartographiques du territoire : la carte de Cassini (XVIIIe siècle), la carte d'état-major (1820-1866) et les cartes ou photos aériennes de l'IGN pour la période actuelle (1950 à aujourd'hui).

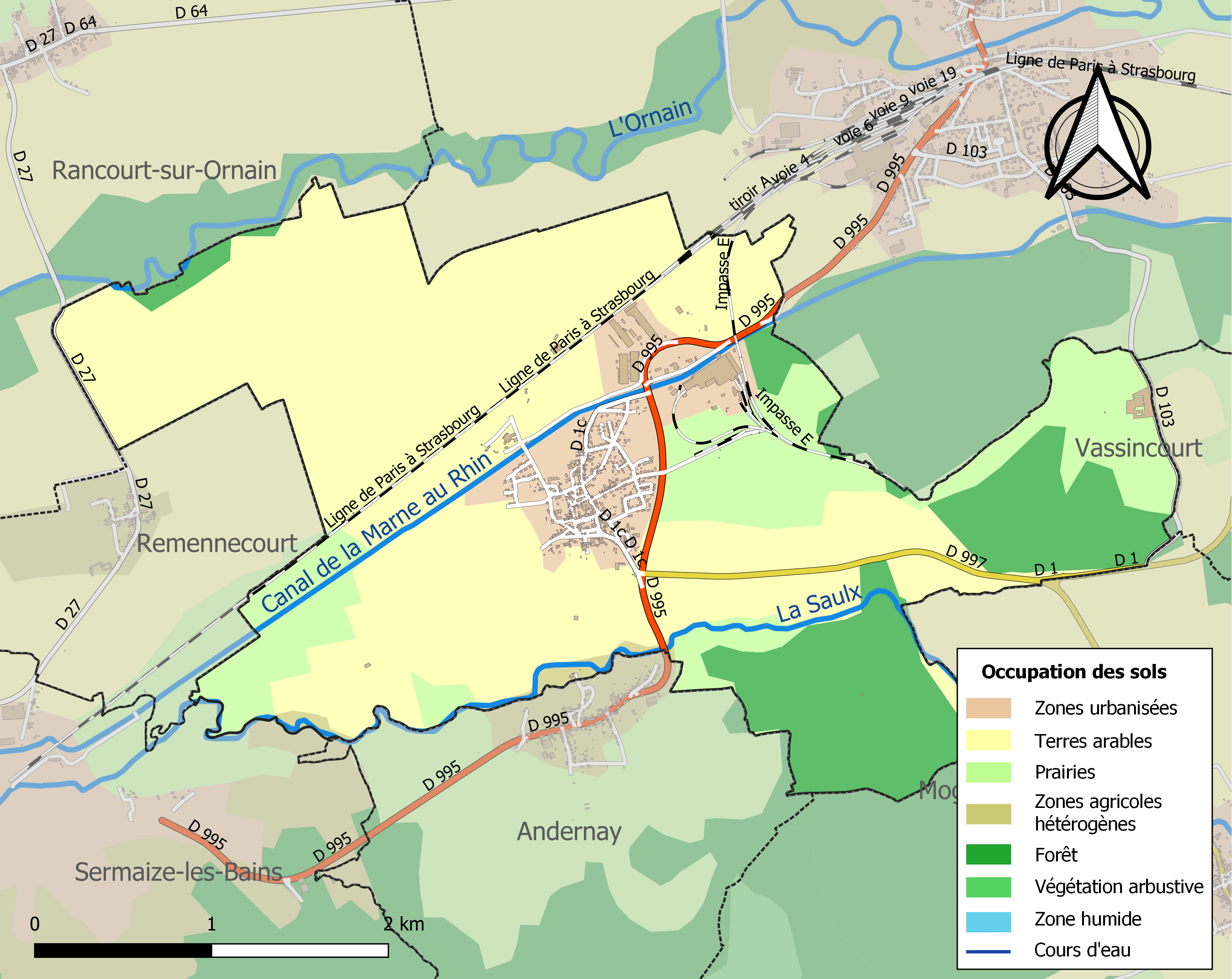
Carte des infrastructures et de l'occupation des sols de la commune en 2018 (CLC).

## Toponymie
Le nom de la localité est attesté sous les formes Contreson (1126) ; Contressuns (1180) ; Contressons (1219) ; Contrixons (XIIIe siècle) ; Apud Gondrissons (1238) ; Contressonnum (1402) ; Contrissonum (1711).

Depuis 1607, époque à laquelle remontent les actes de l'état civil, jusqu'à ce jour, le nom de ce village a toujours été orthographié Contrisson. Tout porte à croire que Contrissonum, de 1711, est bien la désignation latine de Contrisson.
L'étymologie de Contrisson, bien que n'étant pas certaine, permet, d'après les traditions, de supposer que ce nom lui vient de son emplacement à proximité de la rivière de Saulx, d'où l'appellation de « Contre-Saulx », et par corruption, Contreson, puis Contrisson.

## Histoire
Après 1440, Antoine de Bournonville devient seigneur de Contrisson, héritage de sa femme Jeanne de Thourotte.

## Économie

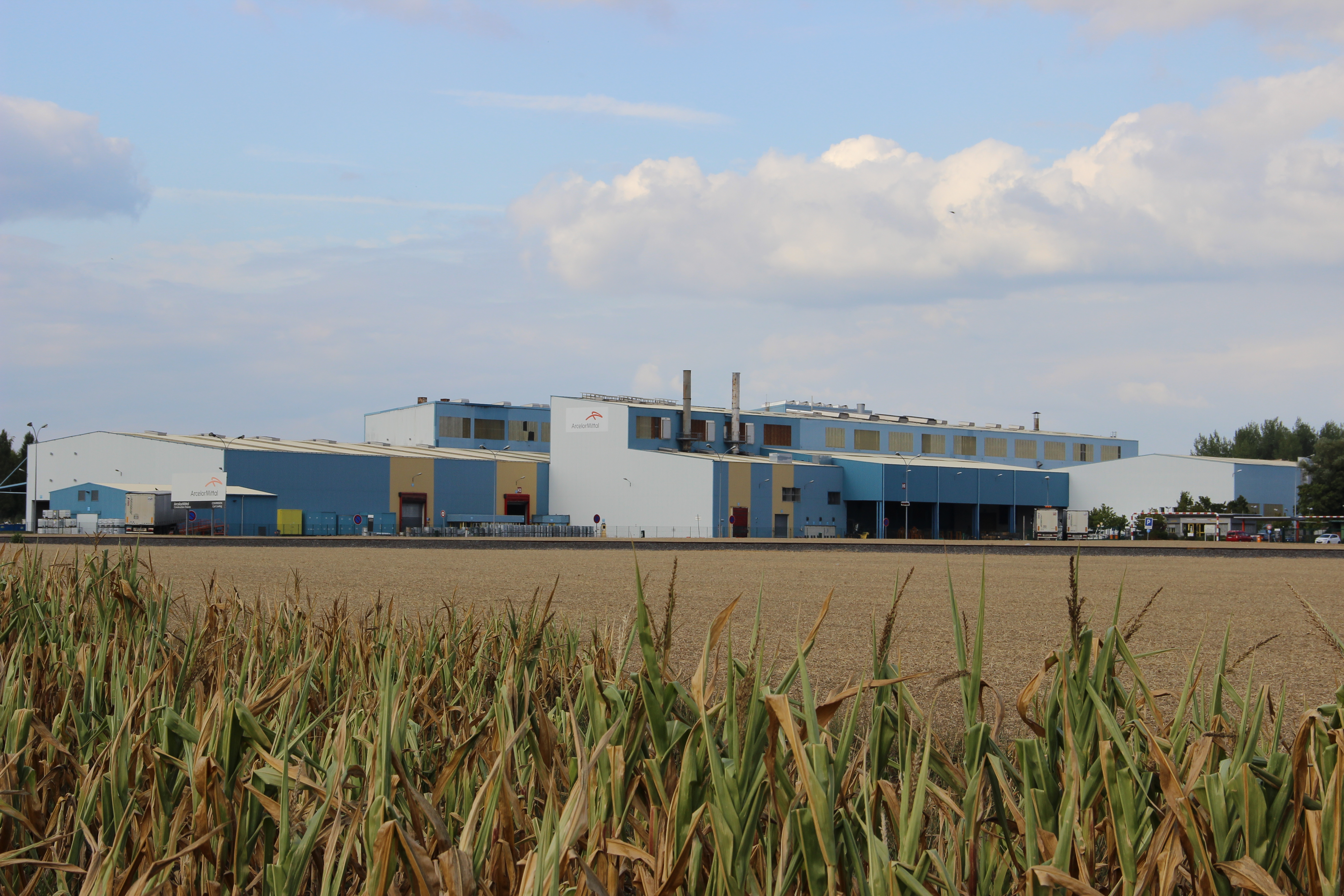
L'usine Arcelor-Mittal Construction à Contrisson.

## Politique et administration
| Période                                  | Période   | Identité          | Étiquette | Qualité         |
| ---------------------------------------- | --------- | ----------------- | --------- | --------------- |
| 1945                                     | 1959      | Georges Cochon    |           |                 |
| Les données manquantes sont à compléter. |           |                   |           |                 |
| mars 2001                                | mars 2008 | Jean-Claude Royer |           |                 |
| mars 2008                                | mars 2014 | François Clausse  |           | Directeur ADAPE |
| mars 2014                                | mai 2020  | Jacques Biguet    |           |                 |
| mai 2020                                 | En cours  | François Clausse  |           | Ancien cadre    |

## Population et société

### Démographie
L'évolution du nombre d'habitants est connue à travers les recensements de la population effectués dans la commune depuis 1793. Pour les communes de moins de 10 000 habitants, une enquête de recensement portant sur toute la population est réalisée tous les cinq ans, les populations de référence des années intermédiaires étant quant à elles estimées par interpolation ou extrapolation. Pour la commune, le premier recensement exhaustif entrant dans le cadre du nouveau dispositif a été réalisé en 2005.

En 2022, la commune comptait 773 habitants, en évolution de −5,15 % par rapport à 2016 (Meuse : −4,4 %, France hors Mayotte : +2,11 %).
| 1793 | 1800 | 1806 | 1821 | 1831 | 1836 | 1841 | 1846 | 1851 |
| ---- | ---- | ---- | ---- | ---- | ---- | ---- | ---- | ---- |
| 642  | 649  | 642  | 677  | 781  | 777  | 799  | 759  | 749  |

| 1856 | 1861 | 1866 | 1872 | 1876 | 1881 | 1886 | 1891 | 1896 |
| ---- | ---- | ---- | ---- | ---- | ---- | ---- | ---- | ---- |
| 691  | 686  | 680  | 663  | 680  | 668  | 644  | 658  | 607  |

| 1901 | 1906 | 1911 | 1921 | 1926 | 1931 | 1936 | 1946 | 1954 |
| ---- | ---- | ---- | ---- | ---- | ---- | ---- | ---- | ---- |
| 623  | 610  | 621  | 662  | 653  | 616  | 536  | 535  | 597  |

| 1962 | 1968 | 1975 | 1982 | 1990 | 1999 | 2005 | 2006 | 2010 |
| ---- | ---- | ---- | ---- | ---- | ---- | ---- | ---- | ---- |
| 517  | 414  | 472  | 658  | 698  | 685  | 721  | 724  | 745  |

| 2015 | 2020 | 2022 | - | - | - | - | - | - |
| ---- | ---- | ---- | - | - | - | - | - | - |
| 811  | 787  | 773  | - | - | - | - | - | - |

## Culture locale et patrimoine

### Lieux et monuments

#### Monuments historiques
La commune abrite trois monuments historiques :
- l'église Saint-Quentin avec sa fontaine et ses cloches (la plus grosse s'appelle Charlotte, la plus petite a reçu le nom de Zélie et la dernière le nom de Marie) ; elle a été classée par arrêté du 13 août 1990, après avoir été inscrite le 20 janvier 1989[28]. C'est une église à 3 nefs avec de belles voûtes, construite à la fin du XVe et au XVIe siècle. La commune est propriétaire de l'église. Depuis janvier 1991, un nouveau coq protège le village et ses habitants ; celui-ci a été réalisé par les ouvriers de l'entreprise Le Bras Frères et fut béni par l'abbé Poincet ;
- la ferme à pans de bois du XIXe siècle située 98-106 Petite-Rue ; elle a été inscrite par arrêté du 14 décembre 1992[29] ;
- la maison à pans de bois et décor peint des XVIe et XVIIe siècles, située 9 rue Simon ; elle a été classée par arrêté du 2 novembre 1992[30].

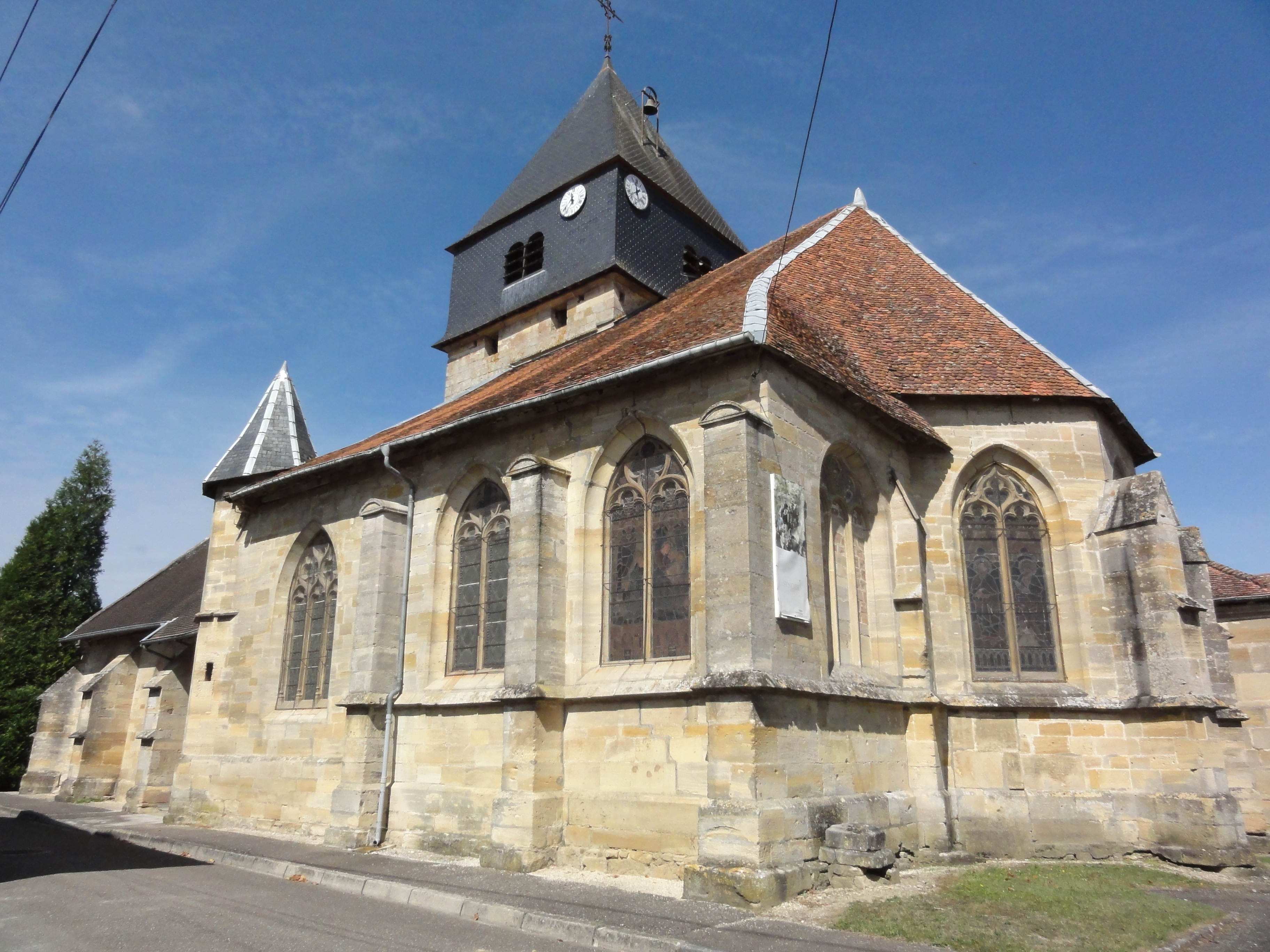
Église Saint-Quentin de Contrisson.
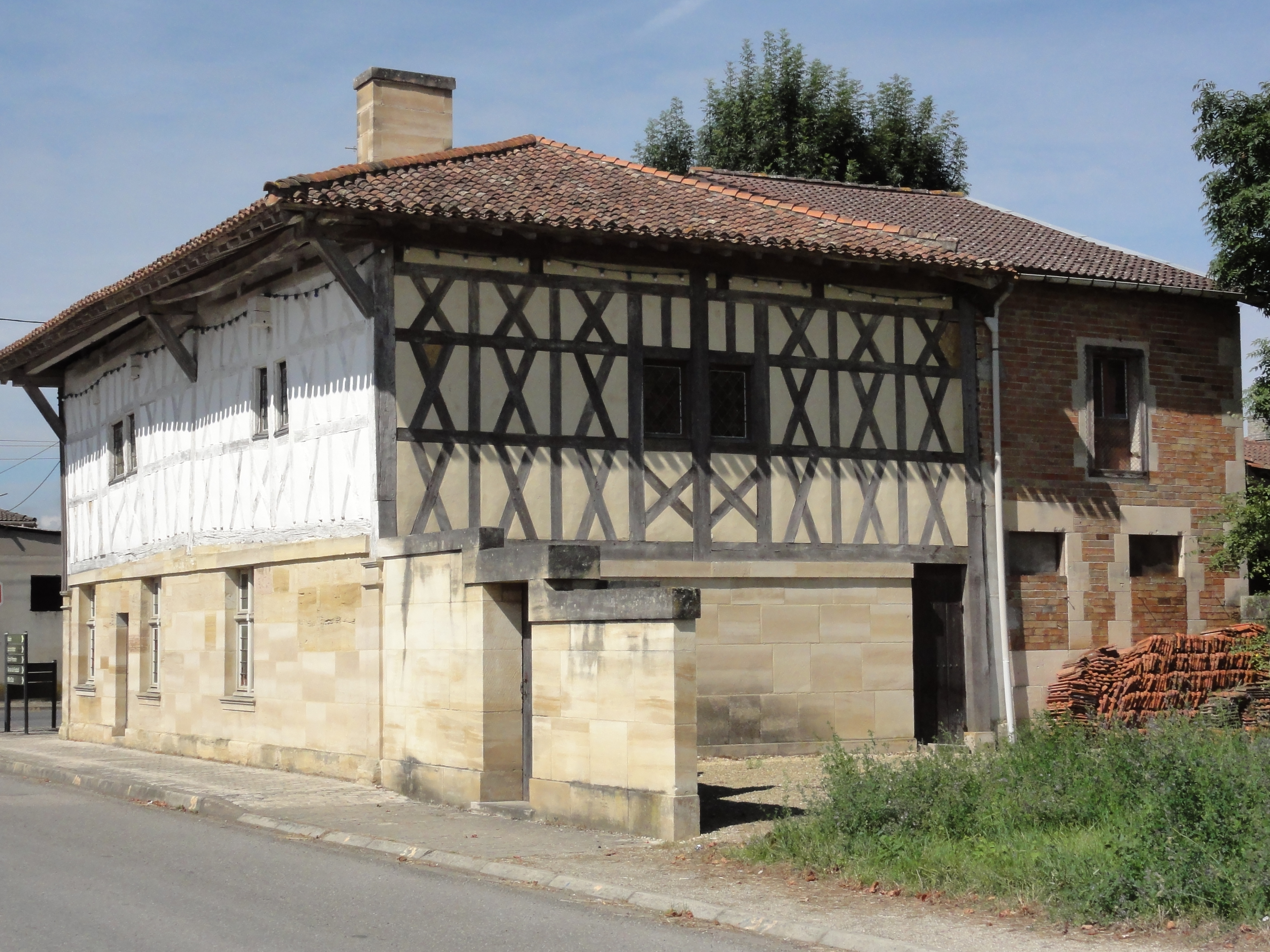
Maison à pans de bois.

#### Le château seigneurial
Le château de Contrisson ne présente rien de bien particulier. L'évêque Charles-Bernard Colin l'avait augmenté d'une magnifique façade, laquelle fut démolie vers 1795. La porte d'entrée, en plein cintre, surmontée  d'une rangée balustrade à fuseaux en pierre de taille, existe encore aujourd'hui. Ce château habité une partie de l'année par l'évêque des Thermopyles, fut vendu par son frère Jean-Antoine Colin à M. Moinot-Montigneul. De son habitation, le seigneur se rendait à l'église en traversant le Paquis, un jardin appartenant à M. Sanfaute, le ruisseau du Chevol tout cela sous terre par une allée malheureusement pas conservée.

#### Autres monuments et lieux
- Le monument aux morts

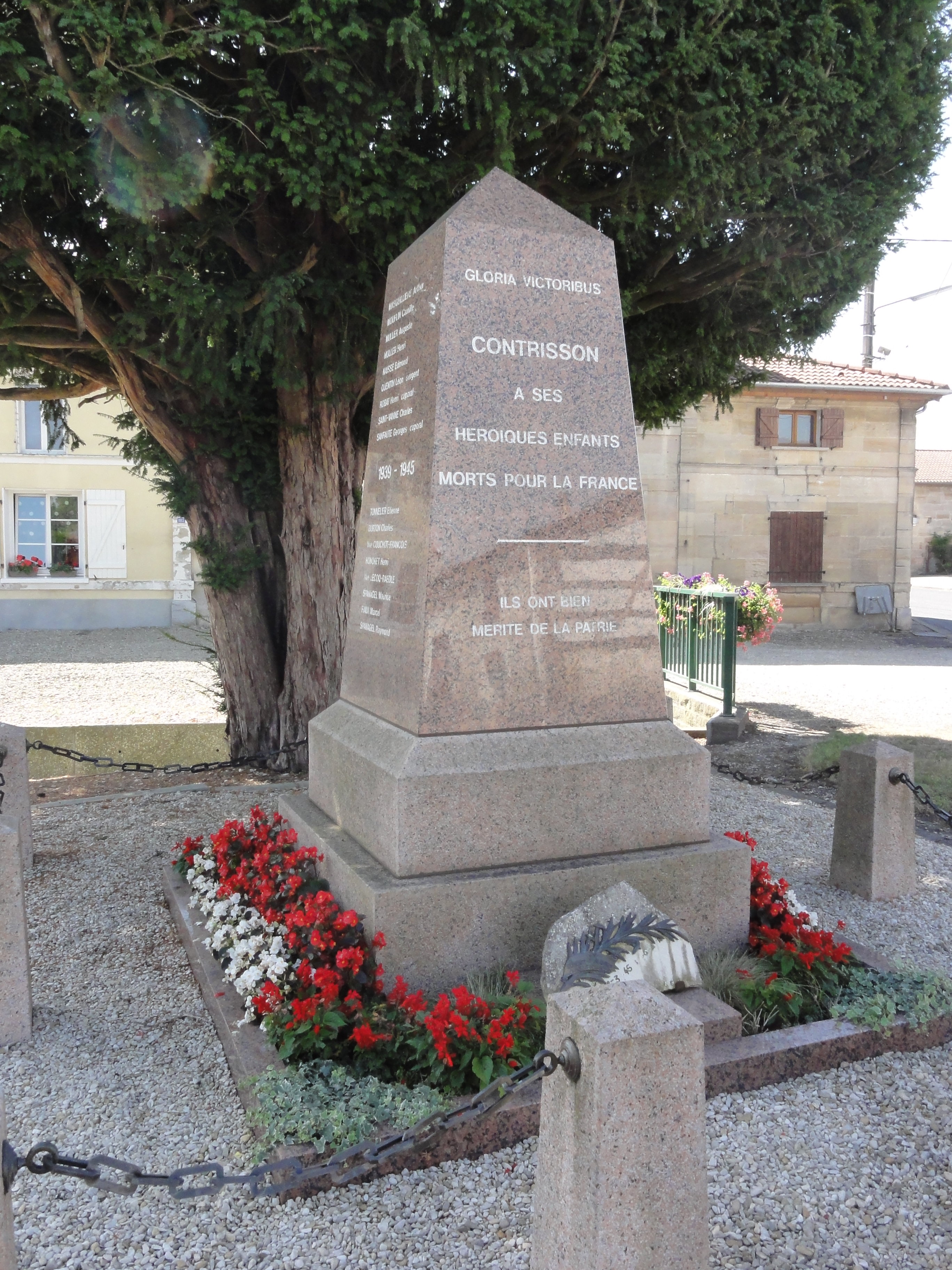
Monument aux morts.

La décision d'ériger un monument aux morts est prise le 16 novembre 1924 par le conseil municipal présidé par Haimon Ronfaut. Il est construit en 1925 pour une somme de 4 000 francs et inauguré en 1926. Les anciens combattants sont présents pour l'événement, avec notamment Georges Guyonnet comme porte-drapeau. Les enfants des écoles des garçons et des filles chantent pour l'occasion La Marseillaise. Sur le devant du monument figure « Gloria Victoribus » et la croix de guerre 1914-1918. Fin 1993, le monument est démoli mais la statue « Le Poilu » est conservée par la commune. Le nouveau monument en granit rose sur socle monolithe est réalisé par l'entreprise Gasperini de Revigny-sur-Ornain. Cet édifice est entouré de petites bornes reliés par des chaînes. 36 noms sont gravés sur le monument, 28 sont des victimes de la Première Guerre mondiale. En 1995, lors des commémorations du 8 mai 1945, le maire y dépose une palme décorative.
- Le monument du cimetière

Au centre du cimetière, sur une croix centrale, une plaque commémorative de l'Union Nationale des Combattants, avec médaille militaire et croix de guerre, portant l'inscription : « 1914-1918, à la mémoire glorieuse de nos chers camarades morts au champ d'honneur. Priez pour eux. U.N.C Contrisson 1936 ».
- Croix de chemin sculptée : avec peine, on devine plus qu'on ne lit que la croix est due à Jacques Charles Marinier & à son épouse. Le patronyme est vraisemblable: le recensement de la population de 1841 mentionnant en effet, en qualité de propriétaire, le couple Charles Marinier et Marie Lucie Jeannin. Celle-ci se situe au rond-point des rues du lavoir et de la ballastière.
- Le lavoir : autrefois 5 lavoirs existaient dans la commune de Contrisson (ainsi que plusieurs routoirs, pour le chanvre).Trois appartenaient à des particuliers, deux étaient publics. Le lavoir encore actuellement sur pied fût construit en 1909. Le bâtiment est en bois, autrefois entièrement fermé. Les lavandières étaient agenouillées dans un " carosse " en bois. Elles s'aidaient mutuellement afin de tordre les draps qui étaient préalablement déposés sur ces bancs pour leur permettre de s'égoutter. Refait en 2009, le bâtiment du lavoir est désormais ouvert.
- Le Chevol : le ruisseau de Chevol est formé par la réunion des eaux du fossé Conrard, dont la source est au bois de la Haie-Herlin, et celle d'un petit filet d'eau qui sort de la fontaine de la Petite Rue. Avant la construction du canal de la Marne au Rhin, le ruisseau de chevol n'avait qu'un lit, aujourd'hui ce cours d'eau se partage en 2 branches; l'une se confond avec le contre-fossé du lit canal et se rend dans la Saulx"Au derrière de la Daval"; l'autre traverse le canal et va, en serpentant sur les finages de Remenecourt et de Sermaize, déverser ses eaux dans l'Ornain près d'Alliancelles. Depuis 1855, la partie de son cours qui traverse le village est murée, ce qui permet aux eaux d'avoir un courant plus rapide et d'éviter les crues d'hiver.
- La Ballastière, étang de pêche public :
- Les écoles :
- La Poste : autrefois, la poste & la caisse d'épargne étaient dans la Grande Rue, là où s'installera plus tard la succursale des coopérateurs de Lorraine. Puis en 1966, un vaste bâtiment sera édifié dans le jardin du presbytère.
- La supérette (Proxi) qui a fermé en septembre 2016.
- Le Mille Club :
- Le canal de la Marne au Rhin: long de 312 km, il fait la jonction entre la Marne & le Rhin, de Vitry-le-François à Strasbourg. Grâce au canal latéral de la Marne, il est relié au réseau navigable de la Seine. Le tronçon Vitry-Nancy a été réalisé de 1838 à 1844 et mis en service en 1851. Le canal traverse le territoire de Contrisson sur près de 4 km et son creusement a été l'occasion, en 1842, de découvertes archéologiques. La commune compte 3 écluses : écluse de Braux n°56 (vers Revigny), écluse de Contrisson n°57, écluse de Chevol n°58 (vers Sermaize). Depuis un certain nombre d'années, il n'y a plus d'éclusiers, le passage ayant été automatisé. L'écluse de Chevol a été démolie, les 2 autres sont de simples logements.
- Le salon de coiffure : ouverture en août 2010 du salon de coiffure mixte au beau milieu du village, dans les murs de l'ancienne poste (ceux-ci ayant été rachetés par la commune en 2009).

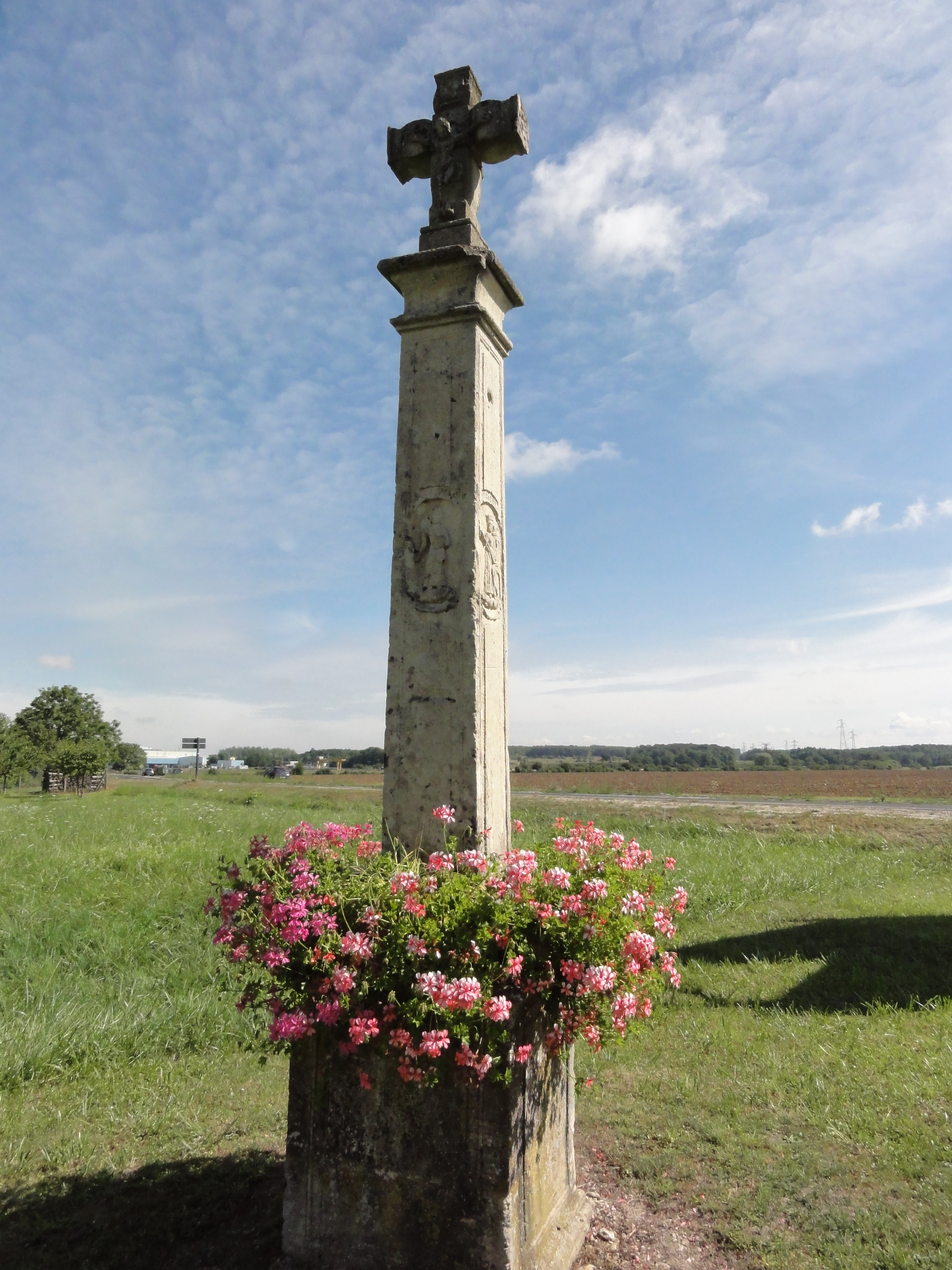
Croix de chemin, recto.
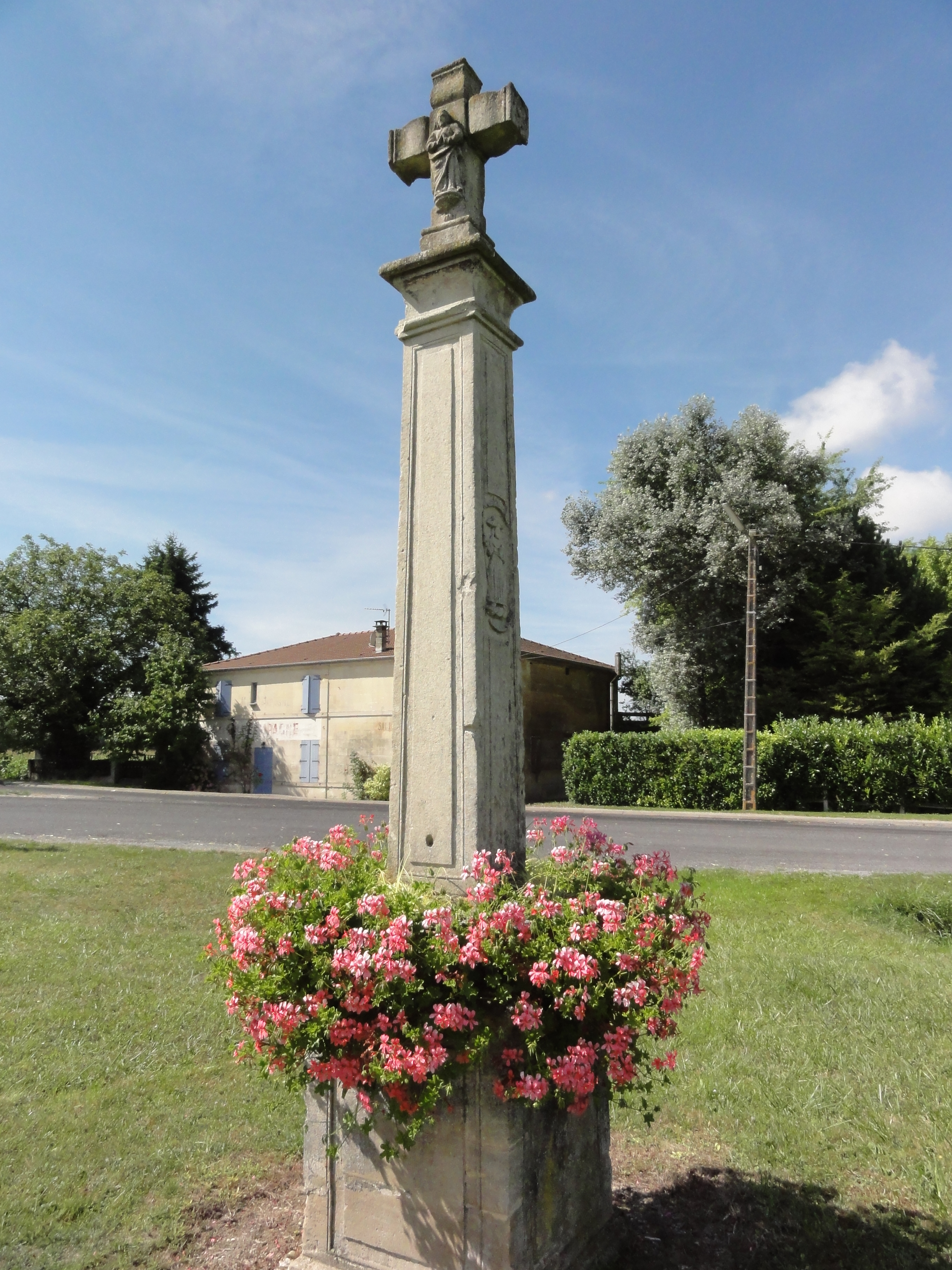
Croix de chemin, verso.

### Héraldique
| Blason de Contrisson | Blason  | Tiercé en pairle d'azur à l'aigle d'argent, d'or au quintefeuille de gueules au bouton octogonal d'or bordé de cinq triangles d'argent, et de gueules à la roue dentée d'or ; à la terrasse ondée d'azur brochant en pointe. |
| Blason de Contrisson | Détails | Blason composé par R.A. Louis avec la Commission Héraldique de l'UCGL et mis à disposition de la commune en 2015. |